# Homalium ceylanicum
Homalium ceylanicum é uma espécie de árvore que cresce até 30 metros de altura. Ela tem raízes reforçadas. É cultivada como árvore ornamental e para exploração da sua madeira, que pode ser usada comercialmente.